# Золота Нива (Україна)
Золота́ Ни́ва — селище  в Україні, у Великоновосілківській селищній громаді Волноваського району Донецької області.

## Географічне розташування
Селище розташоване на лівому березі річки Кашлагач, за 12 км від адміністративного центру селищної громади і пролягає автошляхом територіального значення Т 0509. Землі села межують із територією с. Пречистівка Волноваського району Донецької області.

## Історія
7 лютого 2023 року російськи окупанти здійснили обстріл селища.

## Населення
За даними перепису 2001 року населення села становило 346 осіб, із них 90,46 % зазначили рідною мову українську, 9,25 % — російську та 0,29 % — білоруську та болгарську мови.